# Marisa Lavanchy
Marisa Lavanchy (* 4. Januar 1990) ist eine Schweizer Sprinterin.
In der 4-mal-100-Meter-Staffel schied sie 2013 bei den Leichtathletik-Weltmeisterschaften in Moskau im Vorlauf aus und gewann Silber bei den Spielen der Frankophonie.
Im Jahr darauf kam sie bei den World Relays 2014 in Nassau mit der Schweizer 4-mal-100-Meter-Stafette nicht über die erste Runde hinaus. Bei den Leichtathletik-Europameisterschaften in Zürich schied sie über 100 m im Vorlauf aus und erreichte mit der Schweizer Mannschaft im Final der 4-mal-100-Meter-Staffel nicht das Ziel.
2015 belegte sie mit der Schweizer 4-mal-100-Meter-Stafette bei den World Relays in Nassau den achten Platz und scheiterte bei den WM in Peking in der Vorrunde.

## Persönliche Bestzeiten
- 100 m: 11,47 s, 12. Juli 2014, Bulle
- 200 m: 23,39 s, 8. August 2015, Zug